# Patricia Hirschbichler

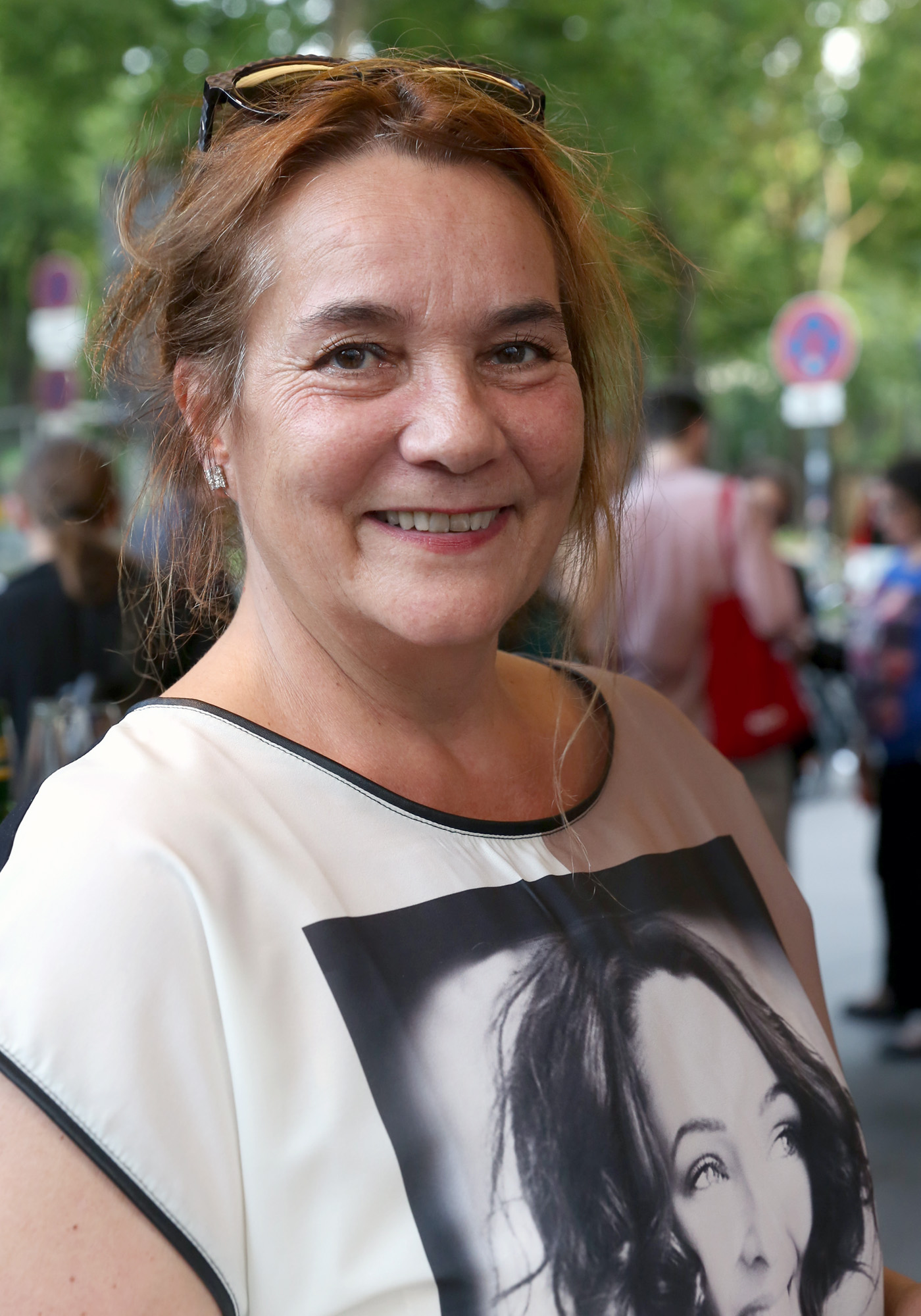
Patricia Hirschbichler (2014)

Patricia Hirschbichler (* 6. Mai 1954 in Kufstein) ist eine österreichische Schauspielerin.

## Leben
Patricia Hirschbichler absolvierte eine Schauspielausbildung am Dramatischen Zentrum (DZ) in Wien und erhielt ein Schauspieldiplom der Paritätischen Prüfungskommission Wien.
Von 1997 bis 2008 war sie im Echoraum Wien zu sehen, unter anderem in Bouvard und Pécuchet, Die Schule der Atheisten, in Das Gastmahl von Wilhelm Pevny nach Die Toten von James Joyce und in Sommertheater von John Hulme. Weitere Engagements hatte sie beispielsweise am Theater Drachengasse, wo sie in Allergie von Verena Kanaan zu sehen war, am Künstlerhaus in Was ist los mit Daniela Dunioz? und am Wiener Volkstheater, wo sie in Fluchtarien von Julya Rabinowich und in Eines langen Tages Reise in die Nacht auf der Bühne stand.
2015 verkörperte sie im Kinofilm Gruber geht von Marie Kreutzer die Rolle der Mutter, 2016 war sie neben Kristina Bangert und Stefan Matousch in Vergeben und Vergessen von Michael Ramsauer als Marianne zu sehen. Im Fernsehfilm Trauung mit Hindernissen (2018) verkörperte sie die Rolle der Renate Koch. Im ersten Teil Familie mit Hindernissen (2017) wurde diese Rolle von der im Februar 2018 verstorbenen Marie Gruber dargestellt. In der Anfang September 2020 erstausgestrahlten Folge Der Blutritt der ORF/ZDF-Fernsehreihe Die Toten vom Bodensee verkörperte sie die Rolle der Krankenschwester Christine Gensch.
Sie war Vorstandsmitglied des Verbandes der Österreichischen FilmschauspielerInnen (VÖFS) und Fachgruppenvorsitzende der Gewerkschaft für Kunst, Medien, Sport und freie Berufe (KMSfB) und lebt als freie Schauspielerin in Wien und Paris.

## Filmografie (Auswahl)
- 1988: Einstweilen wird es Mittag oder Die Arbeitslosen von Marienthal
- 1991: Sehnsüchte oder Es ist alles unheimlich leicht
- 1994: 71 Fragmente einer Chronologie des Zufalls
- 1996: Kommissar Rex – Annas Geheimnis
- 1996: Tempo
- 1996: Kaisermühlen Blues – Träume sind Schäume
- 1997: Die Knickerbocker-Bande – Wo ist der Millionenstorch?
- 1998: Lieselotte
- 2000: Medicopter 117 – Jedes Leben zählt – Die rollende Bombe
- 2001: Albtraum einer Ehe
- 2001: Die Windsbraut
- 2001: Spiel im Morgengrauen
- 2001: Verbotene Küsse
- 2001: Lettre d'une inconnue
- 2002: Schleudertrauma
- 2002: Julia – Eine ungewöhnliche Frau (Episoden Heimkehrer und Ein neues Amt)
- 2003: Tatort: Der schwarze Troll
- 2003: Im Schatten der Macht
- 2004: Die Sitte – Sie oder Keine
- 2004: Im Zweifel für die Liebe
- 2006: Tatort: Tödliches Vertrauen
- 2006: SOKO Köln – Späte Liebe
- 2006: Die Familienanwältin – Mutterliebe
- 2006: Kommissarin Lucas – Das Verhör
- 2007: ORF Märchenstunde – Hänsel & Gretel – Ein Fall für die Supergranny
- 2008: SOKO Donau – Mörderisches Geheimnis
- 2008: Sterntaler (Kurzfilm)
- 2008: Das Geheimnis des Königssees
- 2009: Mein Kampf
- 2010: Liebe ist nur ein Wort
- 2011: Aktenzeichen XY … ungelöst
- 2012: Der Bergdoktor (Episoden Ausgereizt und Bis zum Schluss)
- 2013: Zur Sache, Macho!
- 2013: Tuppern (Kurzfilm)
- 2013: SOKO Donau – Am Abgrund
- 2014: Die Seelen im Feuer
- 2015: Gruber geht
- 2016: Vergeben und Vergessen (Kurzfilm)
- 2018: Alt, aber Polt
- 2018: SOKO Kitzbühel – Der Staat bin ich
- 2018: Trauung mit Hindernissen
- 2019: Im Schatten der Angst
- 2020: Die Toten vom Bodensee – Der Blutritt
- 2023: Im Schatten der Angst – Du sollst nicht lügen (Fernsehfilm)
- 2024: Persona Non Grata